# Куртуа, Ришар
Риша́р Жозе́ф Куртуа́ (фр. Richard Joseph Courtois; 17 января 1806, Вервье — 14 апреля 1835, Льеж) — французский ботаник.
Ученик Александра Луи Симона Лежена. Уже в 1821 г. получил за свою студенческую работу золотую медаль на конкурсе Гентского университета. В 19 лет получил в Льежском университете степень доктора медицины и был назначен заместителем директора университетского ботанического сада. С 1834 г. профессор ботаники там же. Вместе с Ламбером Жакобом-Макуа основал журнал «Magasin d’horticulture» (1832—1833).
Его сочинения:
- «Mémoire sur la propagation des plantes phanérogames» (фр.)
- «Compendium florae belgicae» (1828—1836, совместно с Леженом) (фр.)
- «Bibliographie générale de botanique» (совместно с Леженом) (фр.)